# Далер
Да́лер — изначально название крупных серебряных монет талерового типа в скандинавских странах. Своим названием обязан «иоахимсталеру», который стал объектом для подражания монет большинства европейских стран. Во второй половине XVI столетия в Швеции из-за череды войн центральное правительство было вынуждено несколько раз снижать содержание благородного металла в марках и эре. В результате их курс относительно далера с содержанием ≈25,5 г чистого серебра снизился. Попытка установить фиксированное взаимоотношение в 1 далер — 4 марки привела к формированию двух денежных единиц — счётного далера и полновесной монеты, содержащей такое же количество серебра, как и далер 1540-х годов. Последняя получила название риксдалера. На протяжении трёх столетий шведские власти неоднократно и безуспешно пытались решить возникающие финансовые проблемы путём введения денежных единиц, которые хоть и не содержали столько же благородного металла, как риксдалер, но соответствовали ему по стоимости. В результате выделилось множество разновидностей риксдалера, таких как риксдалер риксгельд, риксдалер банко и др. Из-за наличия фиксированного курса счётной денежной единицы далера относительно разменных монет (1 далер — 4 марки — 32 эре), и в то же время при неэквивалентности содержания серебра в 4 монетах номиналом в 1 марку, и 32 номиналом в эре, в XVII столетии сформировались понятия курантного далера и далера каролин. В 1776 году проведена реформа, предполагавшая унификацию денежного обращения. Основной денежной единицей становился риксдалер, содержащий равное первоначальным далерам количество серебра.
В Дании первоначальное соотношение далера с содержанием ≈25,5 г чистого серебра к марке как 1 к 1½ в первой половине XVI столетия было снижено до 1 к 6 в 1625 году. Впоследствии полновесная серебряная монета получила название спесиесригсдалера. В Норвегии, которая до 1814 года, находилась под управлением, зачастую номинальным, датских, а после — шведских королей, денежная система в главных чертах повторяла датскую и шведскую. В 1870-х годах был создан Скандинавский монетный союз, в который вошли Дания, Швеция и Норвегия. Местные далеры заменили на крону.
В качестве денежной единицы далеры также использовали в герцогствах Шлезвиг и Гольштейн, которые до 1864 года находились под властью датского короля, а также в колониальных датских владениях.

## Предпосылки создания
Появление крупных серебряных монет в европейских странах в конце XV столетия отвечало потребностям торговли того времени. Ещё в 1486 году эрцгерцог Тироля Сигизмунд в связи с нехваткой золота и, в то же время, наличием серебряных рудников в своём государстве выпустил большую серебряную монету. По стоимости содержащегося в ней металла (31,7 г серебра 935 пробы) новая денежная единица была эквивалентна рейнскому гульдену с содержанием около 2,5 г чистого золота. По своей сути чеканка серебряного гульдена стала первой в Священной Римской империи попыткой заменить золотые монеты серебряными аналогами. Новую монету называли «гульдинером» и «гульденгрошем».
В 1510—1512 годах в области Рудных гор на северо-востоке Богемии были открыты богатые месторождения серебра. По приказу местного правителя Штефана Шлика в 1516 году был основан посёлок рудокопов, который получил название Таль, от нем. Tal — долина. В следующем, 1517 году, разросшийся город получил название Иоахимсталя (в честь покровителя рудокопов святого Иоахима).
По средневековым меркам, тираж новых гульдинеров был очень большим. Так к 1528 году из серебра рудников Иоахимсталя было отчеканено монет на сумму около 4 млн гульденгрошей. Это принесло не только ощутимый доход семейству Шликов, но и повлекло их распространение по всей Германии, Чехии, Венгрии и других странах. Большое количество характерных денежных знаков привело к тому, что их стали называть по месту чеканки «иоахимсталерами», или сокращённо «талерами». Это название позже перешло на все типы гульденгрошенов. В скандинавских странах оно трансформировалось в далер.

## Первые далеры
В конце XV — начале XVI столетий скандинавские государства находились в личной, т. н. Кальмарской, унии под властью датских королей. Швеция и Норвегия жертвовали своим суверенитетом, но сохраняли широкую автономию. Первые крупные серебряные монеты, по типу гульденгроша, в Дании отчеканили в конце XV столетия. Король Кристиан II (1513—1523) распорядился выпустить крупные серебряные монеты по образцу тирольских аналогов. Во время его правления денежная система Дании была идентична таковой Вендского монетного союза. Датский скиллинг и марка соответствовали любекским. Первые далеры содержали эквивалентное количество серебра 1½ маркам или 24 скиллингам. После того, как иоахимсталеры получили широкое распространение, с 1537 года в Дании стали чеканить далеры по их образцу.
Впервые крупную серебряную монету в Швеции отчеканили во время правления Стена Стуре Младшего в 1512 году. В нумизматической литературе её называют «гюллен» (швед. gyllen) (от «гульдинер») или «стормунт» (от швед. stormynt, дословно «крупная монета»). Так как этот аристократ являлся регентом, а не королём, то на аверс был помещён не его портрет, а нейтральное изображение святого-покровителя Стокгольма Эрика.
В 1521 году Густав Ваза возглавил восстание против власти датчан на территории Швеции. В 1523 году ему удалось захватить Стокгольм. Кальмарская уния фактически перестала существовать. Первые шведские далеры были отчеканены в 1534 году. Они содержали 28,06 г чистого серебра при общем весе 29,44 г серебра 953 пробы. На них изображён король Густав I Ваза в распахнутой мантии с мечом в правой руке и державой в левой. Новая монета соответствовала 3 маркам. Уже в 1540 году содержание серебра в монете было снижено до 25,5—25,6 г.
Первый норвежский далер датируют 1546 годом. Его выпуск стал возможным благодаря открытию монетного двора на территории бывшего женского Гимсёйского монастыря, находившегося на одноимённом острове в черте современного города Шиен. Расположение первого норвежского монетного двора было выбрано неслучайно. Неподалёку от Шиена нашли залежи серебра. Монастырь, который построили около 1150 года, прекратил своё существование в 1540-м в связи с Реформацией. Оборудованный на его территории в 1543 году монетный двор просуществовал всего несколько лет. Пожар в 1546 году полностью разрушил, как монастырские постройки, так и необходимое для выпуска монет оборудование. Выпуск гимсёйдалеров продлился менее года. В связи с тем, что серебряные рудники оказались не такими богатыми, как предполагалось, его не восстанавливали.

## Далеры в Швеции

### Далеры в Швеции в XVI — начале XVII столетий
На момент выпуска первого далера в 1534 году во время правления Густава I Ваза на территории Швеции действовала денежная система, предполагавшая использование следующих единиц (см. табл. 1):
| Марка | Эре | Эртуг | Пеннинг |
| ----- | --- | ----- | ------- |
| 1     | 8   | 24    | 192     |
|       | 1   | 3     | 24      |
|       |     | 1     | 8       |

Новые монеты влились в денежное обращение Швеции. В 1530-х годах обменный курс далера к марке колебался в пределах 1 к 3—4. К концу 1540-х годов он уже составлял 1 к 4—4,5. Такое снижение стоимости основной денежной единицы государства марки вынудило центральное правительство предпринять меры, позволившие снизить курс обмена до 3,5—3,75 марок за один далер в конце 1550-х годов. Серьёзные колебания стоимости марки произошли в 1563—1576 годах. Они были связаны с порчей монеты, на которую была вынуждена пойти Швеция, для покрытия расходов на ведение Северной семилетней войны 1563—1570 годов. По условиям Штеттинского мира королевство было обязано выплатить 150 тысяч далеров за возвращение ей крепости Эльвсборг, что также негативно отразилось на состоянии государственных финансов. Так, если в 1561—1562 годах один далер соответствовал 4 маркам, то в 1563-м уже 4,5, 1566—1567-м — 6—7, 1568 — 7—8, а в 1574-м достиг 32-х марок. 12 мая 1575 года государство объявило о замене обесцененных разменных монет на новые. Девальвация шведской марки стала общегосударственной проблемой. Попытка короля Юхана III установить фиксированный курс 1 далер = 4 марки привела к формированию двух денежных единиц. Первая, реальная, представляла собой серебряные монеты с фиксированным количеством благородного металла, вторая — счётная. Реальная монета, по аналогии с немецким рейхсталером, имевшая приблизительно равное количество чистого серебра (25,5 г в шведской, 25,98 г в немецкой), получила название «риксдалера». Счётная, равная 4 маркам, сохранила именование «далер» и просуществовала до 1776 года.
После обмена старых марок на новые во второй половине 1570-х — начале 1580-х годов обменный курс полновесной серебряной монеты составлял около 4,25 марок. Таким образом риксдалер был равным 1,0625 счётного далера. Столь близкий курс реальной и счётной денежной единиц далеров продержался недолго. Во второй половине 1580-х годов риксдалер был равным уже 4,5 маркам. После краткого периода относительной стабильности русско-шведская война (1590—1595) нанесла очередной удар по финансовому состоянию Швеции. К 1592 году количество серебра в монетах номиналом в одну марку было значительно снижено. Оно составило лишь 1⁄38 от его количества в полновесном риксдалере.
Обесценивание марки и эре заставило государство повторно за четверть столетия пойти на обмен старых обесцененных монет на новые. Новый курс, который продержался с 1593 по 1604 год, составил 4,5 марки за полновесный серебряный далер. Впоследствии курс вновь стал снижаться, составив 5,25 марок за полновесный далер в 1608—1610 годах и 6 — в 1611 году.

### Далеры в Швеции в XVII столетии
В начале XVII столетия в Швеции обнаружили богатейшие залежи меди. Об их размерах свидетельствует то, что страна стала основным мировым экспортёром данного металла. Первые медные монеты отчеканили в 1624 году. Их номинальная стоимость должна была соответствовать цене металла. Государство стало единственным в Европе, чья денежная система была основана на медно-серебряном биметаллизме. Проблема, вызвавшая усложнение торговых взаимоотношений, заключалась в непостоянном соотношении цены серебра и меди. В 1633 году государство официально понизило курс меди к серебру вдвое. Таким образом медная монета номиналом в 1 эре стала соответствовать ½ серебряных эре. В 1643 году курс был снижен ещё на 20 %, а в 1665 году ещё на 1⁄6. В результате сформировались две параллельные системы денежного обращения — серебряная и медная. Соотношение серебряного далера (daler silvermynt, d. s. m.) и медного (daler kopparmynt, d. k. m.) после 1665 года составляло 1 к 3.
Указание в договорах «silvermynt» или «kopparmynt» не обозначало, что платёж необходимо совершить серебряными или медными монетами. Оно являлось обозначением системы денежного обращения, между которыми существовали соответствующие соотношения. Более того, в государстве чеканили медные монеты с указанием номинала в эре «S. M.», что подразумевало содержание в ней эквивалентного серебряной монете по цене количества меди. В 1644 году, при королеве Кристине, начали производить крупные медные таблички с клеймами монетного двора, приравнивающие их к определённому количеству серебряных далеров. Медные слитки были довольно тяжёлыми и соответственно непригодными для проведения ежедневных торговых операций. Так, к примеру, медная плата, равная 10 риксдалерам, весила 19,715 кг. Выпускали подобные деньги достаточно долго, вплоть до 1760 года. Соотношение цены серебра и меди было подвержено колебаниям. Платы с номинальной стоимостью в два далера серебром получили название «риксдалерплот» (швед. Riksdalerplåt). По аналогии с риксдалерплотами в Российском империи в 1720-х годах выпустили медные полноценные деньги номиналом в рубль, полтину и ниже. При монетной стопе в 10 рублей из пуда, плата номиналом в один рубль имела весила 1,6 кг.
C 1660-х годов в употребление вошли термины «каролин» (швед. carolin) и «курантный» (швед. courant). Каролин соответствовал двум маркам серебряными монетами, а «далер каролин» либо 4 маркам серебряными монетами, либо 2-м каролинам. Курантный эре обозначал серебряную монету номиналом в один эре. Курантный далер равнялся 32 курантным эре. Появление этих обозначений связано с разбалансированностью систем денежного обращения и чеканки монет. Так, при счётной системе 1 далер — 4 марки, по 8 эре каждая, монеты номиналом в марку могли содержать неэквивалентное количество серебра, по сравнению с 8 монетами в один эре.
В результате в Швеции сложилась практика одновременного наличияи обращения 6 денежных систем, соотношения между которыми варьировали:
1. Риксдалер (спесие)/ серебряный далер / слаген далер — крупные серебряные монеты с содержанием ~ 25,5 г чистого серебра. Во время правления королевы Кристины (1632—1654) отчеканили до миллиона риксдалеров. Последующие, после 1654 года, 65 лет монеты данного номинала практически не выпускали. Спорадические выпуски[коммент. 3] не оказали существенного влияния на денежное обращение[39][40]. Учитывая, что при Кристине, содержание серебра в риксдалерах составляло 25,2739 г, а после 25,6973 г, можно говорить о том, что до 1718 года под риксдалером понимали монету с содержанием 25,2739 г, после 25,6973 г чистого серебра[41].
2. Марки/ каролины — 1 каролин соответствовал двум маркам
3. Эре — при официальном соотношении 1 марка — 8 эре, восемь монет в один эре содержали меньшее количество благородного металла по сравнению с маркой. В результате счётная единица далер равная 4 маркам приобрела новые подвиды. Далер каролин соответствовал 4 маркам или 2 каролинам в монетах номиналом в марках, курантный далер — 32 эре в монетах соответствующего номинала
4. Медные платы — становились законным платёжным средством после нанесения клейм на монетном дворе. Предполагалось, что их стоимость должна быть равной цене меди, из которой они сделаны. В реальности, сложность и неудобство использования их при ежедневных торговых операциях, вызвали снижение их цены на внутреннем рынке. Медные платы предпочитали продавать на экспорт для дальнейшего вывоза за пределы государства и последующей переплавки
5. Медные монеты малых номиналов — на протяжении XVII — начала XVIII столетий номинальная стоимость медных монет соответствовала их внутренней, то есть цене меди, из которой их отчеканили. С 1719 года от этого принципа пришлось отказаться
6. Золотые монеты — на протяжении 1654—1868 годов в Швеции в небольшом количестве выпускали золотые дукаты. Особенностью данных монет является то, что их чеканили большинство стран Европы, на протяжении столетий придерживаясь первоначальных весовых характеристик — вес монеты около 3,5 грамма, проба сплава золота около 980-й. Соотношение между дукатом и риксдалером являлось непостоянным и зависело сугубо от колебаний цен золота и серебра. В среднем рыночная стоимость одного дуката составляла 2 риксдалера.

В 1661 году банк Стокгольма (швед. Stockholm Banco) выпустил первые шведские банкноты. Вначале они были популярны в народе, так как их было удобнее использовать при расчётах по сравнению с тяжёлыми медными платами. Однако первый опыт оказался неудачным. Неконтролируемый выпуск бумажных денег привёл к их обесцениванию. В 1664 году банк был вынужден прекратить свободный обмен на металлические деньги. Особенности шведского денежного обращения повлекли за собой выпуск купюр не только различного номинала, но и различных систем далерового обращения — от 50 до 1000 риксдалеров спесие, от 50 до 1000 далеров «silvermynt» и от 12½ до 1000 далеров «kopparmynt». Риксдаг постановил прекратить хождение бумажных денег и обменять их на металлические по номинальной стоимости. Обанкротившийся банк закрыли. В 1668 году открыли Риксбанк, наиболее старый центральный государственный банк, который вновь наладил выпуск банкнот.

### Далер Гёрца
В 1700 году Швеция вступила в затяжную Северную войну. Карл XII, вернувшийся на родину после длительного отсутствия, нуждался в деньгах для продолжения военных действий. Барон фон Гёрц вошёл в доверие к королю и стал вначале министром финансов, а затем и первым министром королевства.
В 1715 году выпущены первые медные монеты чрезвычайных обстоятельств с указанием номинальной стоимости «I DALER S. M.» (Daler silvermynt — далер серебром). На них помещали разнообразные изображения — корону, мифологических персонажей и др. Всего существует 10 разновидностей далеров этого типа. По своей сути они являлись фиатными деньгами, чья номинальная стоимость превышала внутреннюю (цену металла из которого они были изготовлены) почти в 100 раз. Общее количество данных денежных знаков различные источники оценивают в 11—42 млн экземпляров. Их бесконтрольный выпуск вызвал ряд негативных экономических процессов, приведших к расстройству финансовой системы государства.
При законодательно зафиксированной стоимости монеты в один далер серебром, их рыночный курс стремительно падал. Так, если во второй половине 1716 года «далеры Гёрца» принимали по цене на 4—8 % ниже номинальной, то во второй половине 1718 года за них давали от 20 до 80 % указанной стоимости. Увеличение денежной массы также повлекло за собой инфляцию и резкое подорожание продуктов первой необходимости.
Разорение страны и обнищание народа вызвали всеобщую ненависть к первому министру, который путём бесконтрольного выпуска денег пытался покрыть военные расходы короля. После смерти 11 декабря 1718 года Карла XII во время осады крепости Фредрикстен в Норвегии барона фон Гёрца взяли под стражу и 19 февраля 1719 года казнили.
Декретом от 23 апреля 1719 года все 9 разновидностей Гёрца подлежали обмену на монеты 1719 года с персонификацией Надежды, стоимость которой определялась в 2 эре серебром и банкноты, которые подлежали обмену в неопределённом будущем, номиналом в 14 эре. По факту это означало потерю как минимум половины от номинальной стоимости. При курсе на тот момент один серебряный далер — 32 эре, владелец медной монеты номиналом в один далер серебром, при обмене получал 2 эре сразу и 14 в гипотетическом будущем. Данные банкноты влились в денежный оборот, имея меньшую от объявленной рыночную стоимость. Следует отметить, что в конечном итоге государство выполнило взятые на себя обязательства и вывело их из оборота, заплатив обладателям указанную цену. Размен на новые монеты и банкноты продлился недолго, до июня 1719 года.
После июня 1719 года множество далеров Гёрца всё ещё находились в обороте. Установленный официальный курс в 2 эре серебром все равно превышал их внутреннюю стоимость. В 1719—1720 годах производили массовую перечеканку этих монет в 1 эре медью (швед. öre kopparmynt), что соответствовало цене содержащегося в них металла. 18 февраля 1724 года, оставшиеся в обороте далеры Гёрца, законодательно объявили равными 1 эре медью, что при курсе 1 эре серебром — 3 эре медью, означало снижение их номинальной стоимости ещё в 6 раз.

### До реформы 1776 года
Предпринятые меры позволили стабилизировать в 1719—1720-х годах денежную систему. В течение 20 лет, до начала русско-шведской войны в 1741 году, она оставалась относительно постоянной. Официальный курс риксдалера составлял 36 марок медью или 3 далерам серебром. Этот период в жизни Швеции характеризовался повышением количества бумажных денег. Так, если в 1722 году их общая сумма составляла всего чуть более 12 тысяч далеров серебром, в 1730 — 1 миллион далеров серебром, то в 1740 — 5,3 миллиона далеров серебром. Таким образом количество банкнот и соответственно их удельный вес в системе денежного обращения государства значительно выросли. Несмотря на увеличение количества ценных бумаг, их стоимость относительно полновесной монеты и медных плат оставалась относительно постоянной. На протяжении XVIII столетия выпускали, как риксдалеры, так и дробные ему номиналы в 1⁄24, 1⁄12, 1⁄6, 1⁄4, 1⁄3, ½ и 2⁄3
Начало очередной войны с Россией в 1740 году вынудило центральное правительство начать выпуск необеспеченных бумажных денег, а также на порчу монеты. Так, если до начала войны риксдалер соответствовал 3 далерам серебром, то в 1744 уже 3,46. Суммарная номинальная стоимость банкнот стала составлять 9,5 млн далеров, что привело к необходимости прекратить их свободный обмен на металлические деньги. В 1762—1763 годах их рыночный курс упал до соотношения 1 риксдалер — 100 марок медью в банкнотах. Впоследствии он несколько снизился.

### От реформы 1776 года до введения кроны
В 1776 году проведена реформа, предполагавшая унификацию денежного обращения. Основной денежной единицей становился риксдалер, равный 48 скиллингам по 12 рундштюков каждый. Старые денежные единицы подлежали обмену в 1777 году. Последовавшие вскоре события привели к новому дисбалансу в системе денежного обращения. Для покрытия военных нужд во время войны с Россией 1788—1790 годов был создан Шведский национальный кредитный союз (швед. Riksgäldskontoret). Он начал массово выпускать ценные бумаги, номинированные в риксдалерах, получившие название «риксдалеров риксгельд» (швед. riksdaler riksgäld). Новые бумажные деньги влились в оборот, однако их реальная стоимость сильно отличалась от номинальной. Одновременно с риксдалерами риксгельд циркулировали банкноты центрального банка, также номинированные в риксдалерах. В отличие от ценных бумаг кредитного союза их продолжали обменивать на серебряные монеты по номиналу.
В 1808—1809 годах Густав IV Адольф, для покрытия военных нужд во время очередной войны с Россией, был вынужден прибегнуть к массовой эмиссии риксдалеров центральным банком. В результате и их курс снизился относительно серебряной монеты. Банкноты центрального банка получили обозначение «риксдалеров банко». Последовавшее низложение короля, череда войн привели к банкротству государства. Меры, предпринятые для нормализации денежного обращения, позволили выпустить в 1830 году новую серию монет, а в сентябре 1834 года центральный банк Швеции начал обмен несколько обесцененных банкнот на серебряные монеты. В стране сложилась практика одновременного обращения сразу трёх денежных единиц, номинированных в риксдалерах. Монеты, номинированные в риксдалерах, имели вес 34 г серебра 750 пробы. В сентябре 1834 года Был установлен курс в 22⁄3 риксдалера банко за 1 риксдалер спесие. Курс риксдалеров риксгельд составлял 2⁄3 от банкнот центрального банка. Между ними сложилось следующее соотношение: 1 риксдалер спесие = 22⁄3 риксдалеров банко = 4 риксдалеров риксгельд.
На банкнотах 1835—1855 годов указывали два обозначения — в риксдалерах банко и риксдалерах спесие. Среди них присутствуют даже такие нестандартные номиналы, как 62⁄3 риксдалеров банко (2,5 риксдалера спесие) и 162⁄3 риксдалеров банко (61⁄4 риксдалера спесие). Ещё одной особенностью стало появление двух типов разменных денежных единиц — скиллингов. Соотношение 1 риксдалер — 48 скиллингов сохранялось, как для риксдалера банко, так и риксдалеров спесие. Исходя из вышеуказанного курса риксдалер спесие содержал 128 скиллингов банко. С 1835 года чеканили исключительно «скиллинги банко», до 1835 — «скиллинги» без указания «спесие».
В 1855 году в стране была проведена реформа, предполагавшая введение десятичной денежной системы. Разменной единицей становилось эре. 100 эре составляли один риксдалер риксмюнт (швед. Riksmönt — государственная монета). Риксдалеры риксмюнт содержали 6,375 г чистого серебра (8,5 г серебра 750 пробы). 4 риксдалера риксмюнт приравнивались к одному риксдалеру спесие. В стране действовал серебряный стандарт. Золотые монеты выпускали только лишь для целей международной торговли. К ним относят получившие широкое распространение в качестве торговой монеты дукаты и каролины, содержавшие эквивалентное 10 французским франкам количество золота.

## Далеры в Дании
Череда вооружённых конфликтов, таких как восстание в Швеции, закончившееся обретением ею независимости, междоусобная война 1534—1536 годов, получившая название «Графской распри», Северная семилетняя война 1563—1570 годов привели к массовой порче монеты. Изначально датская денежная система повторяла любекскую, согласно которой 16 скиллингов составляли одну марку. Из-за снижения содержания серебра датские марки и скиллинги перестали соответствовать денежным единицам Любека. В 1588 году их стоимость составляла ½ от своих северогерманских аналогов. Курс крупной серебряной монеты далера относительно мелкой разменной монеты повысился вдвое и стал составлять 4 датских марки. В 1625 году сложилась следующая система денежных единиц: 1 далер — 6 марок — 96 скиллингов. Скиллинг в свою очередь делился на 12 пеннингов. Одновременно с далером в стране циркулировали серебряные кроны, равные 4 маркам. В народе они получили название «плохого далера» (дат. Sletdaler). Указанные соотношения просуществовали до 1813 года.
Кроме «плохого далера» известен и «Hanrejdaler» (дат. Hanrejdaler — «далер рогоносца»), содержание серебра в котором было меньшим по сравнению с полновесной монетой. Его выпустил граф Филипп Рейнхард цу Сольмс-Хоенсольмс на монетном дворе немецкого Вольфенбюттеля в 1627 году. События происходили во время Тридцатилетней войны. Новый правитель по своей сути узурпировал земли герцога Брауншвейг-Вольфенбюттельского Фридриха Ульриха от имени датского короля Кристиана IV, который будучи его дядей обладал некоторыми правами на эти земли. Новые монеты содержали датские символы. На аверсе поместили букву «C», в которой расположилась цифра «4». Композицию увенчивала корона. Её боковые зубцы внешне напоминали рога. Учитывая семейные неприятности датского короля Кристиана IV с супругой Кирстен Мунк, в народе монета получила название «далера рогоносца».
Формирование фиксированного обменного курса между различными денежными единицами не могло остановить порчи монеты. Очередное существенное снижение содержания серебра в скиллингах произошло во время Северной войны 1700—1721 годов. Основными денежными единицами в этот период стали т. н. «ригсорты» — монеты номиналом в 24, 8 и 4 скиллинга, отчеканенные по стопе 111⁄3 ригсдалера (1088 скиллингов) из одной кёльнской марки (233,855 г) чистого серебра. Это было существенно ниже, чем в приближённых к весовым характеристикам к рейхсталеру ригсдалерам, выпускавшихся по стопе в 9¼ монеты из кёльнской марки благородного металла.
Одновременно центральное правительство в 1713 году начало выпуск банкнот. Они, хоть и были номинированы в ригсдалерах, не соответствовали по стоимости полновесной серебряной монете с одноимённым названием. Это в свою очередь привело к выделению двух денежных единиц — спесиедалера и курантного ригсдалера, чья стоимость определялась текущим рыночным курсом относительно полновесной серебряной монеты. С 1748 года в стране напечатали купюры с указанием номинала в курантных ригсдалерах. В XVIII столетии также выпускали бумажные деньги в «спесиеригсдалерах», что подразумевало свободный их обмен на серебряные ригсдалеры. Следует отметить, что с 1795 года начинают чеканить монеты с указанием «RIGSDALER SPECIES». В 1781—1796 годах с перерывами выпускали также крупные серебряные монеты-подражания распространённой торговой монете того времени альбертусталеру. Из-за незначительных отличий в весовых характеристиках и содержании благородного металла их также относят к разновидности спесиеригсдалера. Их внешний вид отличается от большинства ригсдалеров, содержащих на аверсе изображение монарха. Вместо короля на них поместили дикаря держащего в правой руке дубину, а в левой — гербовый щит датских королей.
В ходе Наполеоновских войн Дания участвовала в ряде конфликтов, которые закончились её поражением и потерей ряда территорий. Финансовое состояние государства ухудшалось. Так, если в 1794 году ригсдалер курант соответствовал 4⁄5 спесиеригсдалера, то в 1813 году курс составил 6 к 1. В 1813 году, когда страна стала банкротом, официальные власти были вынуждены на время отказаться от чеканки денег, стоимость металла в которых соответствовала номинальной. В том же году был основан Ригсбанк, а также объявлено о создании новой денежной единицы — ригсбанкдалера. До 1818 года, когда был возобновлён выпуск серебряных монет, в стране циркулировали банкноты и медные монеты «ригсбанктегны», чья номинальная стоимость была значительно выше по сравнению со стоимостью содержащегося в них металла. С 1827 года начат выпуск золотых монет. В зависимости от изображённого на них монарха их называли кристиан- или фредерикдорами. Учитывая весовые характеристики ригсбанкдалера (18½ монеты из кёльнской марки чистого серебра) и фредерикдора (6,6420 г золота 896 пробы), а также их соотношение 10 ригсбанкдалеров за один золотой, золотые монеты оказались существенно переоценёнными. При рыночном курсе 1 к 15—16, в Дании 1 г золота в монете соответствовал 21¼ г серебра в ригсбанкдалере. Тиражи золотых монет были незначительными и по своей сути практически не влияли на систему денежных отношений в государстве.
Ригсбанкдалер содержал ровно в два раза меньшее количество серебра по сравнению с спесиесригсдалером. Были сохранены прежние привычные пропорции с разменными денежными единицами: ригсбанкдалер — 6 марок по 16 ригсбанкскиллингов. На монетах номиналом в 2 ригсбанкдалера указывали «RIGSDALER SPECIES» или «SPECIES». В 1854 году проведена реформа, предполагавшая переименование ригсбанкдалеров в ригсдалеры ригсмёнт (дат. rigsdaler rigsmønt). Одновременно в государстве отходили от термина «спесиесригсдалер». В остальном денежное обращение в целом оставалось прежним: 1 ригсдалер ригсмёнт — 96 скиллингов ригсмёнт, 10 ригсдалеров ригсмёнт — 1 фредерик- или кристиандор.
Подавляющее большинство датских ригсдалеров содержало изображение короля на аверсе и гербовый щит или щиты на реверсе. Среди сотен типов монет данного типа имеются и исключения. Кроме указанных выше подражаний альбертусталерам, известны далеры с изображением Фортуны с парусом на Земном шаре времён правления Кристиана IV (1588—1648) и Фредерика III (1648—1670). В 1848 году, когда короля Кристиана VIII сменил Фредерик VII, отчеканили памятный спесиесдалер с изображением двух монархов.

### Шлезвиг-Гольштейнский ригсдалер
На протяжении нескольких столетий населённые преимущественно немцами земли Шлезвиг-Гольштейна были включены в состав Дании. Ещё в 1460 году первого короля Дании из Ольденбургской династии Кристиана I провозгласили правителем Шлезвиг-Гольштейна, но не в качестве датского короля, а лично, как герцога данных земель. В последующие несколько столетий эти земли становились причиной вооружённых конфликтов. С 1773 года Шлезвиг-Гольштейн фактически стал датской провинцией. При этом за герцогствами сохранялся ряд привилегий, в том числе право на чеканку собственной монеты. В XVI столетии они выпускали пфенниги, дрейеры, виттены, зекслинги, шиллинги, марки, кроны, талеры, а также золотые гульдены, дукаты и португалёзеры.
В Шлезвиг-Гольштейне под влиянием Дании и рядом расположенных немецких земель сложилась собственная система денежного обращения предполагавшая использование специесдалера равного 60 шиллингам. С 1787 года в герцогствах Шлезвиг и Гольштейн стали чеканить монеты с обозначением номинала в 60 шиллингов, идентичные по весу и содержанию серебра со спесиеригсдалерами. В последующие годы выпускали монеты с обозначением номинала либо в курантных шиллингах, либо в датских «Reichsbankschilling», либо с указанием двух единиц (например «RIGSBANKDALER» и «30 SCHILLING COURANT»). Смерть в конце 1863 года бездетного короля Фредерика VII привела к пресечению династии Ольденбургов на датском престоле. Разногласия относительно того, кто же должен управлять этими провинциями, привели к австро-прусско-датской войне 1864 года. Результатом стало поражение Дании и исключение из её состава Шлезвиг-Гольштейна.

### Датские колониальные далеры

#### Гренландия
Гренландия с 1262 года официально принадлежала Норвегии. После подписания Кальмарской унии в 1397 году остров стал частью владений датского короля. После расторжения датско-норвежской унии в 1814 году Гренландия отошла к Датскому королевству в качестве колонии. Непосредственным управлением самым большим в мире островом с 1774 года ведало Королевское гренландское торговое общество (дат. Den Kongelige Grønlandske Handel).
Несмотря на свои размеры остров практически безлюден. Так, по данным на 1888 год, в подконтрольных Дании гренландских поселениях проживало всего около 10 тысяч человек. Для обеспечения денежного обращения торговое общество периодически с 1803 года выпускало банкноты, номинированные по аналогии с метрополией в ригсдалерах и скиллингах. Надписи на ценных бумагах государственной торговой компании повторяли датские. Так, на выпусках 1819, 1837, 1841, 1844 и 1848 годов номинал указан либо в ригсбанкдалерах, либо в скиллингах. В самой Дании ригсбанкдалер, равный ½ спесиесригсдалера или 96 скиллингам, ввели в 1813 году. Выпуск 1856 года номинирован в ригсдалерах и скиллингах ригсмёнт.
Кроме банкнот выпускались токены английской компании Antony Gibbs & Sons и датской Эресунн (дат. Øresund) с указанием стоимости в скиллингах и ригсдалерах. По своей сути они являлись частными деньгами на предъявителя, обозначавшими, что компания-эмитент должна их обладателю соответствующую сумму.

#### Датская Вест-Индия
Датская Вест-Индия представляла собой колонию состоявшую из трёх островов в Карибском море — Санта-Крус, Сент-Джон и Сент-Томас. Во второй половине XVII столетия управление над островами получила Датская Вест-Индская компания, затем в 1755 году они перешли в собственность Дании. Для организации денежного обращения на их территории ввели местную денежную единицу, которая по аналогии с валютой метрополии получила название ригсдалера. В 1740 году отчеканили монеты номиналом в 1, 2, 12 скиллингов, а в 1748 году — 12 скиллингов.
После перехода островов под прямое подчинение Дании в 1757—1767 годах нв монетных дворах Копенгагена, Альтоны и Конгсберга для заморских территорий выпустили 6, 12 и 24 скиллинга. В XIX столетии в разные годы чеканили 2, 10 и 20 скиллингов. Все монеты содержали указание «Dansk Amerik(ansk) M(ynt)» (Датская американская чеканка). Первую банкноту номиналом в 6¼ ригсдалера напечатали в 1784 году. Впоследствии выпускали банкноты номиналом в 5, 10, 20, 50 и 100 ригсдалеров.
По аналогии с датским вест-индский ригсдалер соответствовал 96 скиллингам. Курс вест-индского ригсдалера был меньшим относительно ригсдалера метрополии. 1 вест-индский приравнивался к 4⁄5 курантного датского ригсдалера. В 1849 году в Датской Вест-Индии провели монетную реформу, предполагавшую децимализацию основной денежной единицы. Новый вест-индский далер стал равным 100 центам.
В 1849 году Государственное казначейство Вест-Индии начало выпуск банкнот в далерах. Номинал на банкнотах, кроме датского языка (в далерах), указывали также на английском (в долларах). Были отпечатаны банкноты трёх серий: 1849, 1860 и 1898 годов. В обращении также использовали иностранные монеты, на которые наносили надчеканку в виде вензеля «FR» с короной. В 1859 году начат выпуск монет в центах. В обороте также находились банкноты Банка Сент-Томаса, выпускавшего их в 1837—1889 годах с указанием номинала в долларах.
В 1904 году был учреждён Национальный банк Датской Вест-Индии, получивший исключительное право эмиссии. Денежная система была изменена: далер = 5 франков = 100 центов = 500 битов. В 1904 году начат выпуск монет нового образца, в 1905 году — банкнот Национального банка во франках. Номиналы на монетах указывались в двух единицах: центах и битах, франках и центах, далерах и франках. Серебряные и золотые монеты чеканились в соответствии с нормами Латинского монетного союза, франк соответствовал французскому франку.
В 1917 году Дания продала свои владения в Вест-Индии Соединённым Штатам Америки. При передаче были учтены обязательства перед Национальным банком Датской Вест-Индии, который в 1904 году получил исключительное право эмиссии денег на 30 лет. В результате, хоть острова и стали территорией США, законным платёжным средством на них оставался далер, а не доллар США. По истечении 30-летнего срока 14 июля 1934 года издано официальное постановление, что через год, то есть 14 июля 1935 года, бывшая датская колониальная валюта перестаёт являться законным платёжным средством. Обмен денег производили по курсу 0,965 доллара США за далер, или 0,193 за франк.

## Далеры в Норвегии
В течение длительного времени в Норвегии вообще не чеканили монеты. В 1628 году монетный двор открыли в Христиании, а в 1686 году он переехал в Конгсберг. С 1628 года, в связи с открытием монетного двора, в Норвегии начинают чеканить далеры на регулярной основе. В 1625 году в Дании сложились следующие соотношения между денежными единицами: 1 далер — 6 марок — 96 скиллингов. Одновременно с далером в стране циркулировали серебряные кроны, равные 4 маркам. Именно эта система была инкорпорирована и в Норвегии. Норвежские далеры XVII столетия содержали ~ 25,18 г чистого серебра, что соответствовало датским.
В 1695 году король Кристиан V даровал купцу Йоргену Тормёлену право на выпуск собственных банкнот, которые могли быть использованы на территории Норвегии в качестве законного платёжного средства. Напечатанные купюры номиналом в 10, 20, 25, 50 и 100 ригсдалеров стали первыми норвежскими банкнотами. Дела у купца вскоре расстроились и он был объявлен банкротом.
В XVIII столетии денежное обращение в Норвегии повторяло датское. Плохо контролируемый выпуск банкнот в Дании, номинированных в ригсдалерах, привёл к формированию понятий полновесного серебряного «спесиесдалера» и «курантного ригсдалера», чья стоимость определялась текущим рыночным курсом относительно полновесной серебряной монеты. Монеты чеканили на монетном дворе в Конгсберге.
Проблемы, с которыми столкнулась Дания в период Наполеоновских войн начала XIX столетия, привели её к банкротству в 1813 году. По Кильскому договору 1814 года Норвегия переходила под власть шведского короля.
В 1814 году согласно Кильскому договору Дания уступала Норвегию Швеции. В самой Норвегии решили оказать сопротивление, приняли конституцию и объявили о независимости. Последовавшая за этим непродолжительная шведско-норвежская война привела к подписанию унии. Согласно договору Норвегия являлась свободным и самостоятельным королевством, имеющим общего со Швецией короля. Во всех внутренних делах она получала практически полную самостоятельность. Лишь на этих условиях члены стортинга (парламента) принесли присягу на верность королю Швеции Карлу XIII, подчеркнув, что делают это не из-за кильских договорённостей между Данией и Швецией, а согласно норвежской конституции.
В 1816 году стортинг изменил ранее используемое соотношение денежных единиц. Один спесиесдалер становился равным 120 скиллингам или 5 ригсортам по 24 скиллинга каждый. Таким образом была предпринята попытка унифицировать систему взаимоотношений денежных единиц со Швецией. Последовавшие изменения в денежном обращении Швеции не отразились на взаимоотношениях норвежских монет и банкнот. Так, в Швеции, в 1855 году проведена реформа, предполагавшая введение десятичной денежной системы, в то время как в Норвегии продолжали выпускать серебряные далеры и скиллинги. В Швеции до 1855 года печатали банкноты с указанием номинала в риксдалерах банко и риксдалерах спесие, а с 1855 года — риксдалерах риксмюнт. В Норвегии центральный банк в Тронхейме продолжал печатать спесиесдалеры.

## Скандинавский монетный союз. Замена далера кроной
Особенности денежного обращения европейских стран во второй половине XIX столетия характеризовались двумя тенденциями. Первая заключалась в попытке создания валютных и монетных союзов нескольких стран с целью унификации денежных единиц и упрощения взаимных расчётов. Вторая — замена серебряного стандарта золотым. В 1857 немецкие государства, Австрия и Лихтенштейн подписали Венскую монетную конвенцию. В 1865 году создан Латинский монетный союз между Францией, Бельгией, Италией и Швейцарией. Позднее, в 1868 году, к нему присоединились Греция и Испания, а затем и другие страны. Всерьёз обговаривалась идея создания единой всемирной валюты. Дания и Швеция также предполагали войти в Латинский монетный союз. Поражение Франции во франко-прусской войне в 1871 году заставило их пересмотреть данные планы.
Описываемые события происходили на фоне роста скандинавизма — общественного движения по объединению Дании, Швеции и Норвегии в единое государство. Переход Германской империи к золотомонетному стандарту 4 декабря 1871 года и создание марки привели к интенсификации переговоров на уровне министерств финансов скандинавских государств о введении единой валюты. Летом 1872 года в Копенгагене прошла встреча скандинавских экономистов на которой стороны приняли решение о нецелесообразности объединения с Латинским монетным союзом, а также использования в качестве прообраза для общей скандинавской валюты немецкой марки.
Созданная комиссия по введению единой валюты предоставила в конце 1872 года ряд выводов. Комиссией были проанализированы преимущества и недостатки создания новой денежной единицы по подобию британского фунта, немецкой марки и франков Латинского монетного союза. Рекомендация заключалась в введении единой «скандинавской кроны». Введение кроны предполагало проблему обмена новой денежной единицы на старые. Комиссия подчёркивала, что 10 шведских риксдалеров риксмюнт содержат 63,7614 г чистого серебра, 5 датских ригсдалеров ригсмёнт — 63,2445 г, 2½ норвежских спесиесдалера — 63,2050 г. При рыночном курсе золота к серебру как 1 к 15,7, при обмене вышеуказанных сумм в валютах трёх стран на 4,032 г чистого золота будут получены следующие пропорции стоимости серебра в далерах к золоту, как 15,81 для шведских, 15,68 — норвежских и 15,67 — датских. Таким образом введение единой скандинавской валюты, согласно выводам комиссии, предполагало определённую девальвацию шведской.
Заключительными рекомендациями комиссии стали положения о переходе трёх скандинавских стран к золотому стандарту, введение кроны равной 100 эре, статус законного платёжного средства новым кронам и эре в Дании, Норвегии и Швеции вне зависимости от места их выпуска. В шведском парламенте предложение прошло через обе палаты подавляющим большинством (128 «за», 14 «против» в нижней палате; 128 «за», 44 «против» — в верхней). В датском парламенте оно вызвало бурные дебаты. В конечном итоге введение единой валюты было поддержано нижней палатой 27 февраля, верхней — 27 марта 1873 года. В норвежском стортинге его отклонили 58 голосами «против» при 51 «за».
27 мая 1873 года между Данией и Швецией был подписан Скандинавский монетный союз, который предполагал отказ от серебряного стандарта и унификацию денежных единиц обеих стран на основе кроны стоимостью в 0,4032 г чистого золота. Последние риксдалеры отчеканили в 1873 году, а ригсдалеры — в 1872 году. Тогда же появились монеты номиналом в 10 и 20 крон. Серебряные кроны впервые выпустили в 1875 году. Размен старых денег на новые в Швеции проводился по курсу «1 риксдалер риксмюнт — 1 крона», в Дании — «1 ригсдалер ригсмёнт — 2 кроны» до 1 января 1875 года.
На фоне создания нового монетного союза 4 июня 1873 года стортинг издал закон, предполагавший переход Норвегии к золотому стандарту. С 1 января 1874 года в государстве стали использовать как спесиесдалеры со скиллингами, так и кроны с эре. Один спесиесдалер соответствовал 4 золотым кронам. В 1874 году отчеканили первые золотые и серебряные монеты с указанием номинала в двух денежных единицах, например 20 крон — 5 спесиесдалеров, 50 эре — 15 скиллингов.
17 апреля 1875 года принят законодательный акт, согласно которому в стране отказывались от хождения далеров и скиллингов. Это было сделано в контексте подготовки к вступлению в Скандинавский монетный союз. 16 октября 1875 года Норвегия официально в него и вошла. Окончательно далеры и скиллинги перестали использовать и обменивать на новые кроны и эре с 1 января 1877 года.

## Далер Аландских островов
Далер Аландских островов — денежная единица, которую предполагали ввести в обращение на Аландских островах. Центральное правительство Финляндии выступило резко против. В результате выпуск предположительно уничтожили.

## Комментарии
1. ↑  Далеры 1540 г. содержали ~25,6 г чистого серебра, риксдалеры 1776-го и последующих лет — 25,68 г
2. ↑  Первые выпуски датских крупных серебряных монет по типу гульденгроша датированы 1496—1497 и 1500 годами
3. ↑  701 риксдалер в 1676 году, 2344 — в 1707-м и 9943 в 1713-м
4. ↑  Различные источники приводят отличные друг от друга цифры тиража выпусков данных монет. Фенглер и Kahnt оценивают его в 20—40 млн. А. Б. Рябов приводит следующие цифры: 1715 — 2,189 млн, 1716 — 3,8086 млн, 1717 — 9,059 млн, 1718 — 25,368 млн, 1719 — 1,5 млн, суммарно около 42 млн. В каталоге Краузе — около 11 млн
5. ↑  в 1788, 1799, 1806, 1814—1815, 1822, 1829, 1836 и 1845 годах